# Daara
Ne doit pas être confondu avec Daara J.

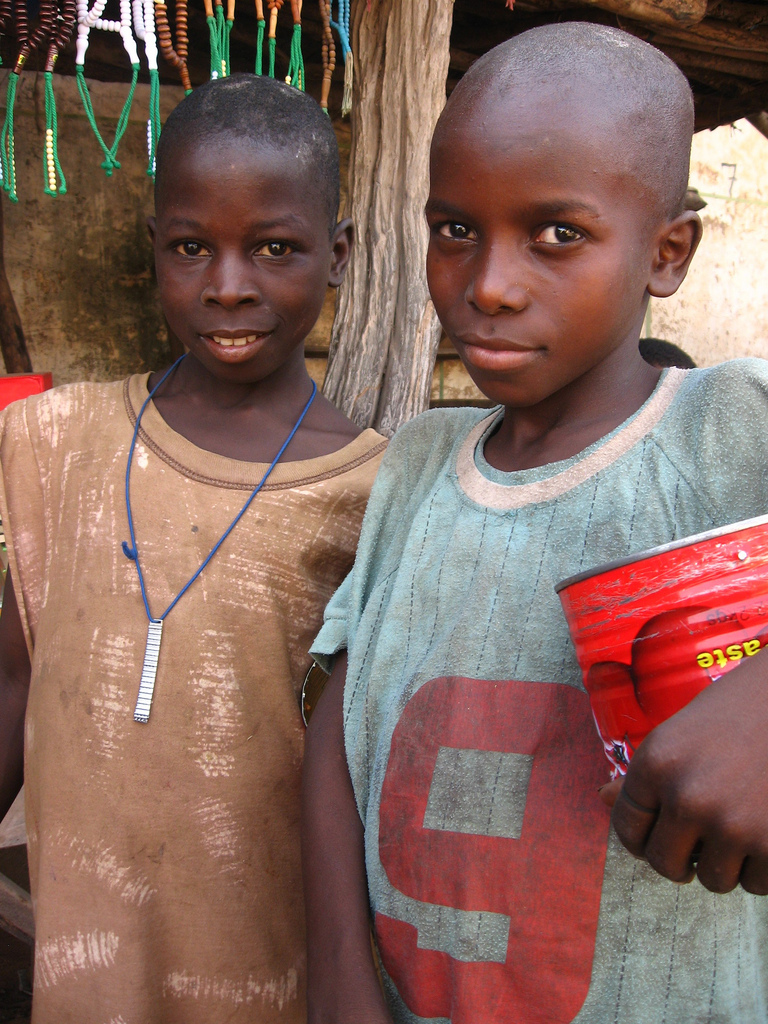
Deux talibés d'un daara à Vélingara avec une boîte à mendicité

Le mot daara (ou dahra, dara), au Sénégal, se réfère le plus souvent à une école coranique.
D'origine arabe, passé au wolof, le terme désigne d'abord une cour, une villa, une maison, puis plus précisément un centre d'éducation religieuse, voire tout lieu où s'enseigne le Coran.
Dans le contexte du mouridisme, une communauté accueille des aspirants (talibés) mis à la disposition d'un maître spirituel marabout par leurs familles pour leur éducation spirituelle, morale, culturelle et philosophique,
L'un des daaras les plus connus est le daara de Coki, dans la région historique du Cayor.
Le marabout mystique tijane Malick Sy a créé des centaines de daaras qui ont vu sortir de grands intellectuels et islamologues[Qui ?].

### Filmographie
- Le Daara de Coki, film documentaire réalisé par Ibrahima Sarr, Pyramide production, TV 10 Angers, Odyssée, la chaîne documentaire, 2000, 52'